# Andrés Avelino Zapico Junquera
Andrés Avelino Zapico Junquera   (La Felguera, 23 d'abril de 1946 - Llangréu, 6 de maig de 2019) va ser un futbolista professional asturià. Va jugar de porter al Unión Popular de Langreo, al Reial Madrid i al Reial Saragossa.
Amb el Reial Madrid, on jugà a les dècades dels 60 i 70, mai va ser considerat titular, en estar per davant jugadors com Betancort, García Remón o Miguel Ángel. Tot i això, va guanyar el Trofeu Zamora la temporada 1967-1968 després d'encaixar només 19 gols en 22 partits.

## Trajectòria esportiva
- 1961-64 Cruz Blanca
- 1964-67 Unión Popular de Langreo
- 1967-75 Reial Madrid
- 1975-77 Reial Saragossa

## Palmarès
Reial Madrid
- 4 Campionats de lliga: (1968, 1969, 1972, 1975)
- 3 Copes del Generalíssim: (1970, 1974, 1975)